# Schistostega pennata
Schistostega pennata es un musgo conocido por su aspecto brillante en lugares oscuros. Es una especie de la familia Schistostegaceae. El color verde-oro del musgo con brillante aparición se debe a las células claras, esféricas en la protonema que pueden acumular hasta la luz más tenue como las lentes y los cloroplastos cercanos que a su vez emite el resplandor verdoso de la luz reflejada.
Es fácilmente desplazado por otros musgos y especies de plantas en áreas más claras abiertas, pero su capacidad para reflejar la luz le permite crecer en lugares sombríos en las que otras plantas no pueden sobrevivir. Prefiere los suelos húmedos minerales con una fuente de luz tenue, como reflejo de una piscina, raíces de árboles volcados, y entradas a las madrigueras de animales.
S. pennata se encuentra en China, Japón, Siberia, Europa y América del Norte

## Taxonomía
Schistostega pennata fue descrita por  (Hedw.) F.Weber & D.Mohr y publicado en Index Musei Plantarum Cryptogamarum [2]. 1803.
Sinonimia
- Catoptridium smaragdinum Brid.
- Gymnostomum pennatum Hedw.[4]